# 熊坂台州
熊坂 台州（くまさか たいしゅう、元文4年4月23日（1739年5月30日） - 享和3年3月21日（1803年5月12日））は、江戸時代中期から後期にかけての儒学者、漢詩学者。名は定邦。字は子彦。

## 概要
陸奥国伊達郡高子村（現・福島県伊達市）の豪農の子として生まれる。父に同じ漢詩学者で名勝高子二十境を生み出し、また寺子屋である白雲館を設立した覇陵、子に盤谷を持つ。1792年（寛政4年）、本邦初となる二翁事（花咲爺）、蟹猿事（猿蟹合戦)、桃奴事（桃太郎)を漢文詩にまとめた本『含餳紀事』を出版。

## 著作
- 『西遊紀行』
- 『魚籃先生春遊記』
- 『信達歌』
- 『含餳紀事』

## 関連施設
- 『處士台州熊阪墓碑』